# Linda Caridi
Linda Caridi, född 11 april 1988 i Milano, är en italiensk skådespelare.
Caridi har bland annat medverkat i filmerna Från Neapel till Rom och L'ultima notte di Amore. Hon har även medverkat i TV-serien Supersex.

## Filmografi (i urval)
- 2020 – Från Neapel till Rom
- 2023 – L'ultima notte di Amore
- 2024 – Supersex (TV-serie)